# يوري لوتشكو
يوري لوتشكو أستاذ وعالم رياضيات ألماني درس في جامعة برلين للعلوم التطبيقية والتكنولوجيا . تمت مراجعة أعماله التسعين من قبل الأقران وظهرت في مجلات مثل حساب التفاضل والتكامل الجزئي والتحليل التطبيقي ومجلة التحليل والتطبيقات الرياضية. 